# Chris van Osta
Chris van Osta (Roosendaal, 22 september 1916 – Tilburg, ? 1992) was een Nederlandse atleet, die zich had toegelegd op de sprint. Hij maakte op nationaal niveau naam tijdens en vlak na de Tweede Wereldoorlog, toen hij bij Nederlandse kampioenschappen op de 100 en 200 m verschillende malen bij de eerste drie wist te eindigen, zonder overigens ooit een nationale titel te veroveren. Wel was hij eenmaal betrokken bij een verbetering van een Nederlands record, namelijk op de 4 x 200 m estafette. Hij nam ook deel aan de Europese kampioenschappen van 1946 in Oslo.

## Biografie

### Kampioen bij de FDA
Van Osta meldde zich in 1937 aan bij het Roosendaalse THOR. Dit was in die tijd op de eerste plaats een gymnastiek- en turnvereniging, die daarnaast ook activiteiten ten toon spreidde op het gebied van de atletiek. Daar bleek al snel zijn talent voor verschillende atletiekonderdelen, want nog datzelfde jaar werd Van Osta B-kampioen op .... hoogspringen (!) bij de Nederlandse kampioenschappen van de FDA. In die tijd opereerden er nog verschillende atletiekbonden zelfstandig naast elkaar. De Federatie van RK Diocesane Atletiek Kringen (FDA) was daar een van en THOR was hierbij aangesloten.

### Geschorst
Van Osta, die zich in eerste instantie op de meerkamp richtte, ontgroeide echter al gauw het beperkte atletiekniveau van de FDA. Hij ontwikkelde zijn eigen trainingsmethodieken, onder andere op basis van trainingsschema’s van Chris Berger, die hij hierover zelf per brief had aangeschreven. Van Osta koos bewust voor de kant van de prestatiesport en ging ook deelnemen aan wedstrijden die werden georganiseerd door zogenaamde neutrale verenigingen. Dit was tegen de regels en de gevolgen bleven niet uit: Chris van Osta werd door zijn vereniging voor de duur van een jaar als lid geschorst. Waarop hij, tezamen met enkele clubgenoten, prompt overstapte naar een andere vereniging, Alliance. In een brief, waarin hij dit besluit motiveerde, schreef hij onder meer het volgende:
"...... Het is mij duidelijk, dat het lidmaatschap van een vereniging welke uitsluitend in haar eigen verband blijft, tenslotte een sta in de weg betekent voor de gezonde verlangens van elk atleet om zich met steeds betere krachten te meten. Het absolute startverbod op wedstrijden in een ander dan katholiek verband, zal steeds een funeste invloed uitoefenen op de bloei van de R.K.Athletiekbeweging. Steeds wanneer iemand uit uw midden zich zal opwerken tot het eerste plan, zal zich dezelfde drang doen gevoelen, welke mij thans tot ontslag noopt......"

### Sporten in oorlogstijd
Zijn lidmaatschap van Alliance was overigens van korte duur. Reeds in 1939 kwam Van Osta uit voor het Haagse Trekvogels, de vereniging die verschillende topsprinters herbergde, zoals Tinus Osendarp en Karl Baumgarten. Dat jaar nam hij ook voor de eerste maal deel aan de Nederlandse kampioenschappen van de KNAU, wat resulteerde in een derde plaats op de 100 m.
In de daarop volgende oorlogsjaren, waarin het deelnemen aan sport nog zo ongeveer het enige vertier was dat door de bezetter werd toegestaan, was Van Osta steevast present op de belangrijke wedstrijden in het land, inclusief de Nederlandse kampioenschappen. Steeds behoorde hij bij de besten, op de 100 zowel als de 200 m. De vanwege zijn sympathieën voor de bezetter steeds minder populaire Osendarp was gedurende de oorlogsjaren op nationale kampioenschappen echter vrijwel altijd de snelste. En toen die na 1945 als oorlogsmisdadiger in de ban werd gedaan, daarmee ongewild ruimte makend voor ander Nederlands sprinttalent, had Chris van Osta, die inmiddels in 1944 in het huwelijk was getreden, in theorie zijn beste jaren als sprinter reeds achter de rug.

### Nationaal record
Na de oorlog trok hij echter nog enkele jaren alles uit de kast en dat leverde hem in 1946 zowaar het beste seizoen van zijn carrière op. Na een derde plaats op de 100 m tijdens de Nederlandse kampioenschappen te hebben veroverd, werd Van Osta uitgezonden naar de Europese kampioenschappen in Oslo, waar hij aantrad als lid van de 4 x 100 m estafetteploeg, die verder bestond uit Jan Lammers, Jo Zwaan en Gabe Scholten. Met een tijd van 42,3 s wist het Nederlandse viertal het te brengen tot een goede vierde plaats. Op de individuele 100 en 200 m liep hij dat jaar met 10,6 en 21,8 zijn beste tijden ooit.
Een jaar later was Chris van Osta betrokken bij de vestiging van een nationaal record: samen met Jan Lammers, Jo Zwaan en Jan Kleyn liep hij op 10 augustus 1947 in Antwerpen op de 4 x 200 m naar een tijd van 1.28,4, goed genoeg om te worden erkend als het eerste officiële Nederlandse record op dit atletiekonderdeel. Het record hield een jaar stand.

### Tragisch einde
Daarna richtte Van Osta, die inmiddels bij de politie werkte, zich op zijn maatschappelijke carrière. Hij werd inspecteur van politie in Roosendaal en later in Kerkrade. Ten slotte werd hij in Tilburg benoemd tot Commissaris van Politie, welke functie hij tot zijn pensionering zou blijven bekleden.
In 1992 kwam Van Osta ten slotte op bijzonder tragische wijze om het leven. Als fietser werd hij door een auto aangereden, waarna hij aan de hierbij opgelopen ernstige verwondingen bezweek.

## Persoonlijke records
| Onderdeel | Prestatie | Datum             | Plaats    |
| --------- | --------- | ----------------- | --------- |
| 100 m     | 10,6 s    | 15 september 1946 | Eindhoven |
| 200 m     | 21,8 s    | 1946              |           |